# Sapphire (canção)
"Sapphire" é uma canção gravada pelo músico inglês Ed Sheeran com participação do cantor indiano Arijit Singh, lançada pelas editoras discográficas Gingerbread Man e Warner como o terceiro single de Play (2025), o oitavo álbum de estúdio do artista, a 5 de Junho de 2025.

## Antecedentes e lançamento
"Sapphire" foi a primeira canção a ser concluída para Play, servindo como um ponto de partida criativo para o projeto, e é a favorita de Sheeran do disco. O músico co-escreveu o tema juntamente com Ilya Salmanzadeh, Arijit Singh, Avinash Chouhan, Johnny McDaid, Mayur Puri, e Savan Kotecha, descrevendo o processo criativo como "incrível" por lhe ter permitido estar "rodeado por alguns dos melhores músicos da Índia." De facto, a gravação de "Sapphire" foi finalizada em Goa, Índia. Segundo Sheeran, conseguir que Singh se juntasse ao projeto foi um processo complicado. Juntos, eles gravaram também uma versão completamente em punjabi.
A 30 de Maio de 2025, na paragem da digressão +–=÷× em Madrid, Espanha, Sheeran interpretou "Sapphire" pela primeira vez, com o auxílio de um pedal de loop. Na noite seguinte, cantou "Sapphire" de novo e ainda "Opening" pela primeira vez. No início do mês seguinte, foi anunciado que "Sapphire" seria distribuída como o terceiro single de Play a partir de 5 de Junho.

## Vídeo musical
O vídeo musical para "Sapphire" foi filmado no início de 2025 em diversas localidades da Índia — inclusive Calcutá, Xilongue e Haiderabade — enquanto Sheeran se apresentava nos concertos da digressão +–=÷× no país, sob realização de Liam Pethick e Nic Minns. O cantor partilhou no Instagram momentos nos bastidores da gravação do vídeo musical, com a participação do ator indiano Shah Rukh Khan e Singh. A estética visual reflete a fusão de culturas presente na música, com cenas que destacam danças tradicionais e cenários emblemáticos.